# Municipio de Hamerly
El municipio de Hamerly (en inglés: Hamerly Township) es un municipio ubicado en el condado de Renville en el estado estadounidense de Dakota del Norte. En el año 2010 tenía una población de 25 habitantes y una densidad poblacional de 0,27 personas por km².

## Geografía
El municipio de Hamerly se encuentra ubicado en las coordenadas 48°51′1″N 101°41′36″O / 48.85028, -101.69333. Según la Oficina del Censo de los Estados Unidos, el municipio tiene una superficie total de 92.87 km², de la cual 92,87 km² corresponden a tierra firme y (0 %) 0 km² es agua.

## Demografía
Según el censo de 2010, había 25 personas residiendo en el municipio de Hamerly. La densidad de población era de 0,27 hab./km². De los 25 habitantes, el municipio de Hamerly estaba compuesto por el 100 % blancos. Del total de la población el 0 % eran hispanos o latinos de cualquier raza.